# Hilbesheim
Hilbesheim é uma comuna francesa na região administrativa de Grande Leste, no departamento de Mosela. Estende-se por uma área de 7,52 km². Em 2010 a comuna tinha 623 habitantes (densidade: 82,8 hab./km²).